# Лунд
Лунд (швед. Lundо файле, [lɵnd]) — город на юге Швеции, в лене Сконе, центр одноимённой коммуны. Название города переводится на русский язык как «роща».
На основании археологических раскопок установлено, что предшественником Лунда в железном веке было поселение, расположенное невдалеке в местечке Уппокра.
Считается, что Лунд был основан в 990 году, когда эти земли принадлежали Дании. Позднее эта область стала христианским центром Северной Европы с архиепископом и Лундским кафедральным собором, построенным в 1103 году.
Лундский университет, основанный в 1666 году — один из крупнейших в Скандинавии. Соборная школа, основанная в 1085 году, является старейшей из непрерывно действующих школ страны.
По состоянию на 2005 год в городе проживает 76 188 человек, исключая временно учащихся студентов. Всего в Лундской коммуне проживают 105 286 человек (декабрь 2007).

## История
Момент основания Лунда до сих пор остаётся неясным. До недавних пор считалось, что город основал Кнуд Великий около 1020 года. Тем не менее недавние археологические раскопки дали возможность предположить, что первые поселения на этой местности относятся к 990 году. Затем население из поселения Уппокра (швед. Uppåkra) переехало к тому месту, где сегодня находится Лунд, что произошло по воле короля Свена Вилобородого. Впрочем, небольшое поселение Уппокра по сей день существует на своём историческом месте. В нём установлены стационарные стенды с обширными комментариями.
Во время Второй мировой войны в 1943 году город подвергся бомбардировки британской авиации.

## География
Лунд находится в самом большом в Швеции сельскохозяйственном районе.

## Климат
| Показатель                                            | Янв.  | Фев. | Март  | Апр. | Май  | Июнь | Июль | Авг. | Сен. | Окт. | Нояб. | Дек.  | Год   |
| ----------------------------------------------------- | ----- | ---- | ----- | ---- | ---- | ---- | ---- | ---- | ---- | ---- | ----- | ----- | ----- |
| Абсолютный максимум, °C                               | 10,9  | 14,0 | 19,3  | 27,1 | 28,9 | 32,3 | 34,3 | 34,4 | 27,7 | 22,4 | 17,1  | 12,0  | 34,4  |
| Средний суточный максимум, °C                         | 3,0   | 3,4  | 6,7   | 12,7 | 17,5 | 20,6 | 23,2 | 22,7 | 18,2 | 12,5 | 7,4   | 4,3   | 12,7  |
| Средняя температура, °C                               | 0,9   | 1,0  | 3,2   | 7,8  | 12,4 | 15,8 | 18,3 | 17,9 | 14,0 | 9,3  | 5,2   | 2,3   | 9,0   |
| Средний суточный минимум, °C                          | −1,2  | −1,1 | 0,2   | 3,7  | 7,9  | 11,5 | 13,9 | 13,9 | 10,7 | 6,6  | 3,2   | 0,3   | 5,8   |
| Абсолютный минимум, °C                                | −18,8 | −16  | −16,3 | −5,7 | −1,2 | 3,4  | 6,6  | 5,3  | 0,0  | −8,5 | −9,7  | −19,4 | −19,4 |
| Норма осадков, мм                                     | 55    | 43   | 40    | 34   | 43   | 63   | 62   | 79   | 61   | 68   | 61    | 68    | 676   |
| Источник: Шведский институт гидрологии и метеорологии |       |      |       |      |      |      |      |      |      |      |       |       |       |

## Виды города
- Памятник крупнейшей на территории Скандинавии битве между шведами и датчанами.
- Лундская обсерватория, построенная по  требованиям заказчиков в подражание Пулковской.
- Церковь Всех святых.
- Здание университета
- Улица в городе

## Транспорт

### Автодороги
Лунд вошёл в сеть автодорог в 1953 году, когда вокруг города была построена первая автомагистраль в Швеции — E 22 (исторически — 4). По трассе 16 можно добраться до E 6, а по 108 — до E 65.

### Железные дороги
Ещё в середине XX века Сконе обладало отлично развитой и плотной сетью железных дорог. Однако во второй половине века большинство из них были демонтированы по решению правительства. Железнодорожное полотно было сохранено лишь на основных маршрутах, а грузо- и пассажиропоток на остальных направлениях приняли на себя автобусы, грузовые и частные автомобили. В последнее десятилетий наблюдается бурное возрождение железнодорожного транспорта в Сконе: пассажирооборот растёт взрывным темпом, следуя за экономическим развитием городов Эресуннского региона (в первую очередь, Мальмё и Копенгагена) и стремлением решать транспортные задачи более устойчивым с экологической и социальной точки зрения образом. Ныне эксплуатируемые поезда зачастую не справляются с пассажиропотоком и в поездах, делающих остановку в Лунде на пути в Мальмё, Копенгаген, Кристианстад и Хельсингборг, такое явление как давка является скорее правилом, нежели исключением. В связи с этим в настоящее время ведётся активное расширение железнодорожных маршрутов, то есть укладка параллельных путей (иногда до 4—6 рельс на одном направлении), которые позволили бы одновременную эксплуатацию бо́льшего числа поездов на маршруте. На этот процесс также влияют долгосрочные планы перевода регионального сообщения с автобусов на железнодорожные маршруты, которые будет обслуживать так называемый Pågatåg, и планы прокладки рельсов для трамваев и лёгкого метро внутри самих городов (железнодорожный городской транспорт планируется связать с междугородним железнодорожным сообщением в Сконе).

#### Поезда
С крупными городами Эресуннского региона (такими, например, как Копенгаген и Хельсингёр на восточном побережье Дании, Мальмё, Хельсингборг и Кристианстад в Сконе, Карлскруна в Блекинге и с Гётеборгом на западном побережье Швеции) железнодорожное сообщение с Лундом обеспечивает эресуннский поезд (Öresundtåg) — управляемый совместно железнодорожной компанией Швеции SJ и датской DSB.
В крупных и средних населённых пунктах внутри Сконе делает остановки «поезд-челнок» (Pågatåg), который имеет заметно более низкую скорость, чем эресуннский поезд, но обслуживает более мелкие станции, которые эресуннский поезд пропускает. Его обслуживает региональная государственная транспортная компания Skånetrafiken, в ведении которой находятся также областные автобусы и паромы. Первый поезд-челнок в Сконе начал ходить в 1983 году и в год его двадцатипятилетия (в 2008) было представлено новое поколение Pågatåg — более комфортабельное и скоростное по сравнению с первым.
С другими крупнейшими городами Швеции, такими как Гётеборг, Стокгольм, Сундсвалль из Лунда по железной дороге можно добраться на самом быстром на сегодняшний день поезде Швеции — скоростном X 2000. В Швеции X 2000 эксплуатируется с 1990 года и летом 2008 года ожидается его постепенное обновление (новый вид поезда, новый вагон бистро).
В августе 2020 года в Лунде запустили первый тестовый трамвай LundaExpressen. 13 декабря 2020 года открыто регулярное движение трамваев по маршруту длиной около 5,5 км — от станции Lund C до конечной Lund ESS.

### Аэропорты
Жители лена Сконе в основном пользуются копенгагенским аэропортом Каструп в 45 минутах пути на электричке от Лунда. Для авиапутешествий внутри Швеции жителям Лунда доступен аэропорт Стуруп в Мальмё. К югу от Лунда расположена взлётно-посадочная полоса Хассланда, используемая в основном частными самолётами и чартерными рейсами.

## Промышленность
В городе находится штаб-квартира компании Tetra Pak. В Лунде находится научно-исследовательский центр компании Sony Mobile Communications. Представлена также медицинская промышленность: фирмы AstraZeneca и Gambro.

## Наука
В Лунде расположена шведская национальная лаборатория MAX-lab, в которой работает серия источников синхротронного излучения, включая 3 ГэВ синхротрон MAX IV.
В 2014 году недалеко от Лунда начато строительство крупнейшего материаловедческого центра на основе нейтронного источника European Spallation Source.
В честь Лунда и Лундской обсерватории назван астероид (809) Лундия, открытый в 1915 году немецким астрономом Максом Вольфом в обсерватории Хайдельберг.

## Города-побратимы
- Виборг (Дания)
- Грейфсвальд (Германия)
- Дальвик (Исландия)
- Забже (Польша)
- Коимбра (Португалия)
- Леон (Никарагуа)
- Невер (Франция)
- Порвоо (Финляндия)
- Хамар (Норвегия)